# NGC 1357
NGC 1357 je galaksija u zviježđu Eridan.

## Vanjske poveznice
- SEDS: NGC 1357